# ФК «Спарта» (Прага) в сезоні 1918
Сезон ФК «Спарта» (Прага) 1918 — сезон чехословацького футбольного клубу «Спарта». У Середньочеській лізі команда посіла друге місце. Стала володарем Середньочеського кубка.

## Історія
Весняну частину року клуб провів нестабільно, адже гравців високого рівня команді не вистачало. Показовим став провал у Великодньому кубку, де «Спарта» програла всі матчі. В чемпіонаті Чехії команда поступилась «Славії», але друге місце завоювала впевнено.
Переломним для команди стало закінчення війни. В клуб почали повертатись зірки довоєнного часу. Зі «Славії» прийшов Йозеф Седлачек, який багато років буде ключовою фігурою в команді. Восени клуб зумів зібрати дуже боєздатний склад, що вилилось у перемогу в Середньоческому кубку.

## Чемпіонат Чехословаччини

### Середньочеська ліга
Інформації про турнір не повна. Відомо, які місця зайняли команди.
|   | Команди           |
| - | ----------------- |
| 1 | Славія (Прага)    |
| 2 | Спарта (Прага)    |
| 3 | Вршовіце (Прага)  |
| 4 | Вікторія (Жижков) |
| 5 | Уніон (Жижков)    |
| 6 | Метеор-VIII       |
| 7 | СК Прага VII      |
| 8 | Лібень (Прага)    |
| 9 | Сміхов (Прага)    |

### Матчі
- 10.03, Спарта — Сміхов — 5:0[3]
- 17.03, Спарта — Прага XV — 2:0[4]
- 25.03, Спарта — Вршовіце — 8:2[5]
- 21.04, Спарта — Лібень — 7:0[6]
- 28.04, Спарта — Метеор VIII — 6:1 (Янда-2, Червений, Тламіха-Ада, Турек, ?)[7]
- 5.05, Спарта — Уніон — 0:0[8]

Матч між «Славією» і «Спартою» був перенесений на 9 червня у зв'язку з великою кількість травмованих у складі «спартанців». «Славія» перемогла з мінімальним рахунком.
| 09.06.1918 |

| Славія (Прага) | 1 — 0 | Спарта (Прага) |
| -------------- | ----- | -------------- |
| ?              |       |                |

| Прага Глядачів: 8000 |

### Таблиця результатів
| 1925                | СЛА  | СПА | ВРШ | ВІК | УНІ | МЕТ | ПРА | ЛІБ  | СМІ  |
| ------------------- | ---- | --- | --- | --- | --- | --- | --- | ---- | ---- |
| Славія (Прага)      | ХХХ  | 1:0 | 8:0 | 5:0 | 5:0 | 8:0 | 5:1 | 10:0 | 11:2 |
| Спарта (Прага)      | 0:1  | ХХХ | 8:2 | ?   | 0:0 | 6:1 | 2:0 | 7:0  | 5:0  |
| Вршовіце (Прага)    | 0:8  | 2:8 | ХХХ | 4:2 | 2:0 | 5:3 | ?   | 3:0  | 1:1  |
| Вікторія (Жижков)   | 0:5  | ?   | 2:4 | ХХХ | ?   | 4:0 | 2:1 | 7:1  | ?    |
| Уніон (Жижков)      | 0:5  | 0:0 | 0:2 | ?   | ХХХ | 0:1 | 2:1 | ?    | 3:1  |
| Метеор-VIII (Прага) | 0:8  | 1:6 | 3:5 | 0:4 | 1:0 | ХХХ | ?   | 0:0  | 1:2  |
| СК Прага VII        | 1:5  | 0:2 | ?   | 1:2 | 1:2 | ?   | ХХХ | ?    | 0:5  |
| Лібень (Прага)      | 0:10 | 0:7 | 0:3 | 1:7 | ?   | 0:0 | ?   | ХХХ  | 3:2  |
| Сміхов              | 2:11 | 0:5 | 1:1 | ?   | 1:3 | 2:1 | 5:0 | 2:3  | ХХХ  |

## Великодній турнір
Чотири провідних празьких команди провели змагання в три тури. Учасники: «Славія», «Спарта», «Вршовіце» і «Вікторія». Ігри проходили на полях «Спарти» і «Славії».
1 тур, 24 березня
- «Славія» — «Спарта» — 4:2 (Ванік-3, Седлачек — Крженек, Ф.Кожелуг)
- «Вікторія» — «Вршовіце» — 4:0

2 тур, 31 березня
- «Славія» — «Вікторія» — 1:0
- «Вршовіце» — «Спарту» — 2:1

3 тур, 1 квітня
- «Славія» — «Вршовіце» — 5:2
- «Спарта» — «Вікторія» — 0:7

### Підсумкова таблиця
- 1 місце — «Славія», 6 очок
- 2 місце — «Вікторія», 4 очка
- 3 мічце — «Вршовіце», 2 очка
- 4 місце — «Спарта», 0 очок

## Середньочеський кубок
1/4 фіналу
- 27.10. «Спарта» (Прага) — «Метеор Виногради» - 4:2[10]

1/2 фіналу
- 3.11. «Спарта» (Прага) — «Колін» — 1:0

Фінал
| 10 листопада 1918 |

| «Славія» (Прага) | 1 — 4 | «Спарта»         |
| ---------------- | ----- | ---------------- |
| Ванік            |       | Червений Тламіха |

| «Летна/Славія» (Прага) Глядачів: 12 000 Арбітр: Франтішек Цейнар |

«Славія»: Главачек — Раценбергер, Морвай — Р.Вальдгегер, Фіхта, Заїчек — Гаєк, В.Лоос, Бєлка, Ванік, Прошек. Тренер: Мадден
«Спарта»: Пейр, Янда, Поспішил, Пешек-Кадя, Фівебр, Коленатий, Червений, Седлачек, Пілат, Шифнер, Тламіха-Ада

## Матчі
- 17.02. Спарта — Бубенеч — 4:0
- 24.02. Спарта — Прага XV — 9:1

| 3 березня 1918 |

| Сміхов | 0 — 3 | Спарта       |
| ------ | ----- | ------------ |
|        | звіт  | Антонін Янда |

|  |

- «Вікторія» (Жижков) — «Спарта» (Прага) — 0:2[12]
- «Вікторія» (Жижков) — «Спарта» (Прага) — 1:7[12]
- 17.11. «Спарта» — Жижковська-ХІ — 7:2
- 24.11. «Спарта» — ХІ Середньочеської ліги — 3:1[13]

## Матчі збірних
2.12.1918. Прага — Кладно — 4:1